# Whitfield (Gloucestershire)
Whitfield – osada w Anglii, w hrabstwie ceremonialnym Gloucestershire, w dystrykcie (unitary authority) South Gloucestershire. Leży 21 km na północ od miasta Bristol i 163 km na zachód od Londynu.